# 港澳通關互用二維碼
港澳通關互用二維碼（英語：Mutual Use of QR Code between HKSAR and Macao SAR Clearance Service）由香港特別行政區及澳門特別行政區兩地共同推出，於2024年7月19日起於兩地同時啓用。兩地居民可使用各自的「港澳通關二維碼」通關，毋須出示實體身份證。

## 歷史
香港特區政府及澳門特區政府合理推出「港澳通關互用二維碼服務」，於2024年7月19日起投入使用。香港居民可透過「非觸式e道」流動應用程式的二維碼，使用澳門的自助通道過關；澳門居民則可利用「一户通」流動應用程式的通關碼，使用香港e道自助辦理出入境手續，毋須出示實體身份證通關。

## 使用資格

### 香港
年滿11歲或以上，持有香港永久性居民身份證，或載有“*”、“***”或“R”標記的香港居民身份證，以及已成功登記使用澳門特別行政區的自助過關系統服務的人士，可在手機下載「非觸式e-道」流動應用程式，啓動通關互用二維碼服務，「智方便」核實身份成功後就能生成一個二維碼，方能在香港所有出入境管制站和澳門所有出入境事務站出示互用二維碼過關。

### 澳門
年滿11歲或以上，持有澳門永久性居民身份證，需要預先登記香港e-道服務，以及已在“一戶通”手機應用程式綁定 “電子身份”的人士，方能在澳門所有出入境事務站和香港所有出入境管制站的e-道出示互用二維碼過關。

## 效果評估
香港入境事務處助理處長柯重鈺指出，推出服務前已經做過很多類型的測試，亦與澳門互相遣派工作人員到兩地測試，全部結果暢順，有能力應付假期人流高峯。澳門行政公職局局長吳惠嫻表示，測試結果表示，使用二維碼過關可快「一至兩秒」。
香港入境事務處副處長戴志源表示，香港的二維碼，不會有個人資料在碼上，且二維碼每30秒更新一次，不能截圖；但離線情況下，仍然可以生成二維碼。
2024年上半年香港居民使用澳門自助通道服務已有超過300萬人次。兩地相關政府部門分別預計，有約250萬香港居民及近30萬澳門居民受惠。
截至2024年7月19日16:00，約500名澳門居民以“港澳通關二維碼”使用香港e-道入出境。

## 評價

### 香港
香港入境事務處處長郭俊峯指出，「港澳通關互用二維碼」推出後，進一步提升兩地出入境服務質素，以配合粵港澳大灣區發展的國家重大戰略，港澳居民使用各自的二維碼穿梭兩地，享受方便快捷的出入境服務，會為香港居民及澳門居民帶來更好的出行體驗，增加兩地居民幸福感。

### 澳門
澳門身份證明局局長周偉迎表示，「港澳通關互用二維碼」措施可為兩地人員交流、經貿往來及澳門文旅會展等「1+4」產業發展創造便捷的通關條件，打造粵港澳大灣區宜居宜業宜遊的優質生活圈。